# Absturz einer Beechcraft 1900 der Janet
Der Absturz einer Beechcraft 1900 der Janet ereignete sich am 16. März 2004. An diesem Tag stürzte ein Flugzeug vom Typ Beechcraft 1900C, die zur Flotte der konspirativen Fluggesellschaft Janet gehörte, nahe der Tonopah Test Range in Nevada ab. Der Flug wurde laut offiziellen Angaben für die United States Air Force durchgeführt. Die Maschine stürzte ab, nachdem der einzige an Bord befindliche Pilot im Flug einen Herzinfarkt erlitten hatte. Bei dem Unfall kamen alle fünf Personen an Bord ums Leben.

## Fluggesellschaft
Unter dem Namen JANET („Joint Air Network for Employee Transportation“) betreibt die Firma EG&G, ein Dienstleister des US-amerikanischen Verteidigungsministeriums, eine Flotte von Flugzeugen, mit denen Mitarbeiter von US-amerikanischen Bundesbehörden schwerpunktmäßig innerhalb des Bundesstaates Nevada, vor allem zwischen dem Harry Reid International Airport in Las Vegas, der Nevada National Security Site und der Area 51 befördert werden.
Der Flugbetrieb der Gesellschaft unterliegt einer strikten Geheimhaltung, das Abfertigungsgebäude der Janet ist auf den offiziellen Lageplänen des Harry Reid International Airport nicht verzeichnet. Die Flugzeugflotte der JANET setzt sich schwerpunktmäßig aus Maschinen der Typen Boeing 737-600, Beechcraft 1900 und Beechcraft King Air zusammen. Die Flugzeuge tragen meist außer umlaufenden farbigen Bauchbinden keine weitere Bemalung und keine Beschriftung. Ihre Optik entspricht damit jener von Geschäftsreiseflugzeugen.
Die Einstellungskriterien der Janet beinhalten gemäß einer Stellenanzeige aus dem Jahr 2018 für den Rang eines Ersten Offiziers eine Erfahrung von mindestens 3000 Flugstunden. Piloten seien zudem für die Sicherheit verantwortlich und sollen einen effizienten Ablauf auf Flügen garantieren. Ein gültiger Führerschein wird ebenfalls vorausgesetzt. Zum Einstellungsprozedere gehört, dass der Kandidat und sein Leben in den vergangenen zehn Jahren genauestens analysiert und persönliche Beziehungen sowie Charaktereigenschaften von Bewerbern hinterfragt werden.
Das Funkrufzeichen der Fluggesellschaft lautet „Janet“ und hat sich als ihr inoffizieller Name eingebürgert.

## Maschine
Bei der betroffenen Maschine handelte es sich um eine Beechcraft 1900C. Die Maschine wurde im Jahr 1985 endmontiert und trug die Werknummer UB-37. Die Maschine wurde anschließend mit dem Luftfahrzeugkennzeichen N7214K neu an das Autohaus Connell Chevrolet in Costa Mesa, Kalifornien, ausgeliefert. Dieses verleaste das Flugzeug ab dem 11. Oktober 1985 an die Rio Airways, wo sie ihr letztes Kennzeichen N27RA erhielt. Der Leasingrückläufer kehrte im März 1987 zu seinem Eigentümer zurück. Ab dem 28. Juli 1988 befand sich die Maschine im Besitz des Department of the Air Force in Clearfield, Utah, wobei die Maschine faktisch durch die JANET eingesetzt wurde. Das zweimotorige Regionalverkehrsflugzeug war mit zwei Turboprop-Triebwerken des Typs Pratt & Whitney Canada PT6A-65B ausgestattet.

## Insassen und Flugverlauf
An Bord der Maschine befanden sich vier Passagiere. Anders als auf herkömmlichen Passagierflügen war der Kapitän der Maschine als einziger Pilot und einziges Besatzungsmitglied an Bord.
Der Flug wurde offiziell durch die United States Air Force durchgeführt, wobei die Maschine offiziell auch dieser angehörte. Dies liegt daran, dass der Betrieb der Fluggesellschaft JANET so konspirativ organisiert wird, als sei diese nicht existent.
Die Maschine war auf einer abgelegenen Startbahn der Nellis Air Force Base gestartet. Ziel des Fluges war der Flughafen auf der Tonopah Test Range. Die Maschine startete um 03:43 Uhr Ortszeit.

## Unfallhergang
Kurz nachdem der Kapitän berichtet hatte, dass er die Landebahnbefeuerung im Blick habe, konfigurierte er die Maschine für den Endanflug und flog eine Rechtskurve für einen direkten Sichtanflug auf Landebahn 32. Während er die Kurve flog, erlitt er einen plötzlichen Herztod. In der Hälfte der Anflugkurve begann die Maschine graduell zu sinken, bis sie um 04:01 Uhr auf dem Boden aufschlug, auseinanderbrach und in Brand geriet. Alle fünf Personen an Bord kamen ums Leben.

## Ursache
Gemäß der Flugunfalluntersuchungsstelle der United States Air Force sei der Kapitän während des Landeanflugs aufgrund seines plötzlichen Herztods handlungsunfähig geworden. Die Untersuchung ergab, dass der Pilot gegen staatliche Richtlinien verstoßen hatte, mutwillig flugmedizinische Prüfer täuschte, bedeutende medizinische Informationen zurückhielt und inadäquate Medikamente einnahm, die seinen Gesundheitszustand noch verschlechterten. Der Pilot habe unter Bluthochdruck gelitten und dies seinem Arbeitgeber nicht gemeldet. Zudem habe er gegenüber Amtsärzten der Federal Aviation Administration bestritten, dass er Medikamente einnehme.